# 대구 FS
대구 FS(Daegu Futsal Club)는 대한민국 대구광역시에 있는 풋살 선수단이다. 대구FS풋볼클럽이 운영하는 남자 세미프로 풋살단이며, 2024년에 창단되었다.

## 참고 문헌
- “스포츠지원포털 등록 현황”. 대한체육회.
- “KFA 통합경기정보 시스템”. 대한축구협회.